# Eubanks Point
Der Eubanks Point ist eine Landspitze im westantarktischen Ellsworthland. Mit ihren steilen und vereisten Hängen, die durch Felsvorsprünge an der Nordflanke gekennzeichnet sind, liegt sie 3 km westsüdwestlich des Gipfels von Mount Loweth in den Jones Mountains.
Teilnehmer einer Expedition der University of Minnesota zu den Jones Mountains von 1960 bis 1961 kartierten sie. Das Advisory Committee on Antarctic Names benannte sie 1963 nach Staff Sergeant Leroy E. Eubanks vom United States Marine Corps, Navigator bei der Flugstaffel VX-6 der United States Navy und Teilnehmer an bahnbrechenden Flügen einer LC 47 Dakota zwischen der Byrd-Station und der Eights-Küste im November 1961.